# 加拿大电子旅行证
电子旅行证（字面涵义为电子旅行授权），简称eTA，是加拿大于2016年开始实施的一项为免签证外国旅客安排的一项预先注册机制，与美国的旅游许可电子系统（ESTA）相似，用来确保这些旅客有资格进入加拿大，并提前获取旅客信息。没有电子旅行证的免签旅客将不会被允许登上前往加拿大的飞机。电子旅行证与旅客注册时填写的护照绑定，有效期为5年或者到护照失效期为止（取决于哪个先到）。获得电子旅行证的旅客只需要携带护照登机，抵达后加拿大边境服务局通常会给予最长6个月的停留时间。和之前的免签证旅行一样，旅客入境加拿大时，加拿大海关有权进行审查，甚至拒绝入境，电子旅行证并不能保证顺利入境。

## 申请资格
目前，加拿大政府要求搭乘航班进入加拿大或中转的免签旅客申请电子旅行证，他们如果自己驾车，或者搭乘火车、巴士、轮船进入加拿大，则不需要申请电子旅行证。其他非免签待遇国家的旅客，仍然必须按照正常流程申请签证。

### 特殊情况
- 美国公民不需要申请电子旅行证，仅凭美国护照仍然可以免签入境。
- 美国合法永久居民（绿卡持有者），即使加拿大不给予其本国护照持有者免签待遇，他们也可以凭借护照和美国绿卡进入加拿大，而无需申请签证。在2022年4月26日前，他们需要申请申请电子旅行证，在此日期后则无需申请电子旅行证。
- 有双重国籍的加拿大公民必须持有效加拿大护照入境，他们不被允许使用其他护照加上电子旅行证进入加拿大。唯一的例外是美加双重国籍持有者，他们仍被允许使用美国护照入境。
- 加拿大永久居民无论其原本国籍，都必须使用有效的护照和加拿大永久居民卡入境，而不能申请电子旅行证。[3]

## 申请流程
电子旅行证只能在加拿大政府官方网站进行申请。申请者只需要准备好护照信息以及一张用于支付7加元申请费的信用卡即可。对于大多数旅行者，申请将在几分钟内获得批准，并收到批准电子邮件。对于少数需要额外审查的旅客，该过程可能会耗费更长的时间。

## 脚注
1. ↑  此乃官方中文译名

## 關聯條目
- 加拿大簽證政策
- 旅游许可电子系统

## 外部連結
- Electronic Travel Authorization (eTA)（页面存档备份，存于）
- 加拿大政府官方站：了解电子旅行证（eTA）（页面存档备份，存于）
- Find out about Electronic Travel Authorization (eTA)（页面存档备份，存于）